# Kofi
Kofi ist ein männlicher Akan-Vorname. Der hauptsächlich in Ghana gebräuchliche Name stammt aus den Akan-Sprachen und bedeutet „an einem Freitag geboren“.

## Namensträger
- Kofi Amoako (* 2005), deutsch-ghanaischer Fußballspieler
- Kofi Amponsah (* 1978), ghanaischer Fußballspieler
- Kofi Annan (1938–2018), 7. Generalsekretär der Vereinten Nationen und Friedensnobelpreisträger
- Kofi Ansuhenne (* 1973), deutscher Musiker
- Kofi Awoonor (1935–2013), ghanaischer Schriftsteller
- Kofi Abrefa Busia (1913–1978), ghanaischer Premierminister
- Kofi Danning (* 1991), australischer Fußballspieler
- Kofi Karikari (ca. 1837 – 1884), Herrscher des Königreichs Aschanti
- Kofi Asante Ofori-Atta, ghanaischer Politiker
- Kofi Osei (* 1940), ghanaischer Fußballspieler und Geistlicher
- Kofi Amoah Prah (* 1974), deutscher Weitspringer
- Kofi Sarkodie-Mensah (* 1981), ghanaischer WWE-Wrestler; siehe Kofi Kingston